# Los Angeles Times
Le Los Angeles Times, parfois abrégé LA Times ou L.A. Times, est un journal quotidien diffusé à Los Angeles, en Californie. Il est une filiale de Times Mirror Company, appartenant au chirurgien et homme d'affaires Patrick Soon-Shiong.
Fondé en 1881, il est un des plus importants journaux de la côte ouest des États-Unis. Couvrant auparavant l'actualité internationale, il couvre désormais en particulier l'actualité de la Californie. Le Los Angeles Times remporte près de 51 prix Pulitzer pour ses articles et ses enquêtes. En janvier 2018, le personnel du journal vote pour l'unionisation et finalise son premier contrat syndical le 16 octobre 2019. Le journal déménage de son siège historique du centre-ville de Los Angeles vers un établissement à El Segundo, près de l'aéroport international de Los Angeles, en juillet 2018. La couverture journalistique du Los Angeles Times s'éloigne des gros titres nationaux et internationaux pour mettre davantage l'accent sur les histoires de la Californie et surtout du Sud de la Californie depuis 2020.
En janvier 2024, le Los Angeles Times annonce la suppression de 115 postes soit 25 % de ses effectifs.

## Histoire

### Débuts

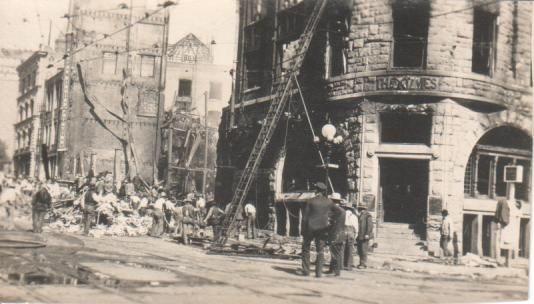
Décombres du bâtiment du Times après l'attentat à la bombe de 1910.

Ce journal est publié à ses débuts chaque semaine et demie, comme un journal du soir, et porte le nom de Los Angeles Daily Times à partir du 4 décembre 1881, mais fait bientôt faillite. L'imprimerie du journal, la Mirror Company, reprend le journal et donne le poste d'éditeur à l'ancien lieutenant-colonel de l'Union Army Harrison Gray Otis. Otis fait du journal une réussite financière. En 1884, il rachète le journal et l'imprimerie pour créer la Times-Mirror Company.
L'historien Kevin Starr décrit Otis (avec Henry E. Huntington et Moïse Sherman) comme un homme d'affaires « capable de manipuler l'ensemble de l'appareil politique et de l'opinion publique pour son propre enrichissement. » La politique éditoriale d'Otis est fondée sur la promotion du civisme, vantant les vertus de Los Angeles et de sa croissance, et le rejet des revendications de la classe ouvrière américaine. À cette fin, le journal appuie les efforts visant à élargir l'approvisionnement en eau de la ville par l'acquisition du bassin de la vallée de l'Owens, un effort décrit par le film très romancé de Roman Polanski Chinatown
Les efforts du LA Times pour lutter contre les syndicats locaux conduisent à l'attentat du 1er octobre 1910 contre son siège, tuant 21 personnes. Deux dirigeants syndicaux, James et Joseph McNamara sont inculpés. La Fédération américaine du travail embauche l'avocat Clarence Darrow pour représenter les frères McNamara, qui plaident finalement coupables. Le journal est bientôt transféré au Times Building, un point d'intérêt touristique actuel de Los Angeles.

### Période Chandler
À la mort d'Otis en 1917, son beau-fils Harry Chandler reprend les rênes du journal en tant qu'éditeur du LA Times. Harry Chandler est remplacé en 1944 par son propre fils, Norman Chandler, qui dirige le journal au cours de la période de croissance rapide du Los Angeles de l'après-guerre. La femme de Norman, héritière et ancienne étudiante de Stanford, Dorothy Buffum Chandler devient très active dans la vie civique de la cité et dirige l'effort visant à construire le Los Angeles Music Center, dont la principale salle de concert est baptisé Dorothy Chandler Pavilion en son honneur. Les membres de la famille sont enterrés au Hollywood Forever Cemetery près des studios de la Paramount. Le site comprend également un monument à la mémoire des victimes de l'attentat contre le LA Times.
La Times-Mirror Company qui publie le LA Times, est également l'un des fondateurs et copropriétaire avec CBS, de la station de télévision indépendante KTTV. Elle en devient la seule propriétaire en 1951, et le reste jusqu'à sa revente à Metromedia en 1963. Cette station est aujourd'hui la propriété de la Fox via Newscorp.
À la quatrième génération cette famille d'éditeurs, Otis Chandler (en) occupe le poste de 1960 à 1980. Il cherche à faire reconnaitre la légitimité et la reconnaissance de son journal familial, souvent oubliées dans les centres de pouvoir du nord des États-Unis, en raison de sa distance géographique et culturelle. Il tente également de réorganiser le journal dans le modèle des journaux les plus respectés de la nation, notamment The New York Times et le Washington Post. Estimant que la salle de presse était « le cœur du business », Otis Chandler augmente le nombre et le salaire des équipes de reporters, et élargit sa couverture des événements nationaux et internationaux. En 1962, le journal fusionne avec le Washington Post pour former le Los Angeles Times-Washington Post News Service pour diffuser les articles des deux organes de presse auprès d'autres organes d'information.
Pendant les années 1960, le journal remporte quatre prix Pulitzer, ce qui est davantage qu'au cours des neuf décennies précédentes combinées. En 1990, un prix Pulitzer est accordé au journaliste du LA Times Jim Murray, considéré par beaucoup comme l'un des plus grands chroniqueurs sportifs du siècle.

### Période 1995–2008

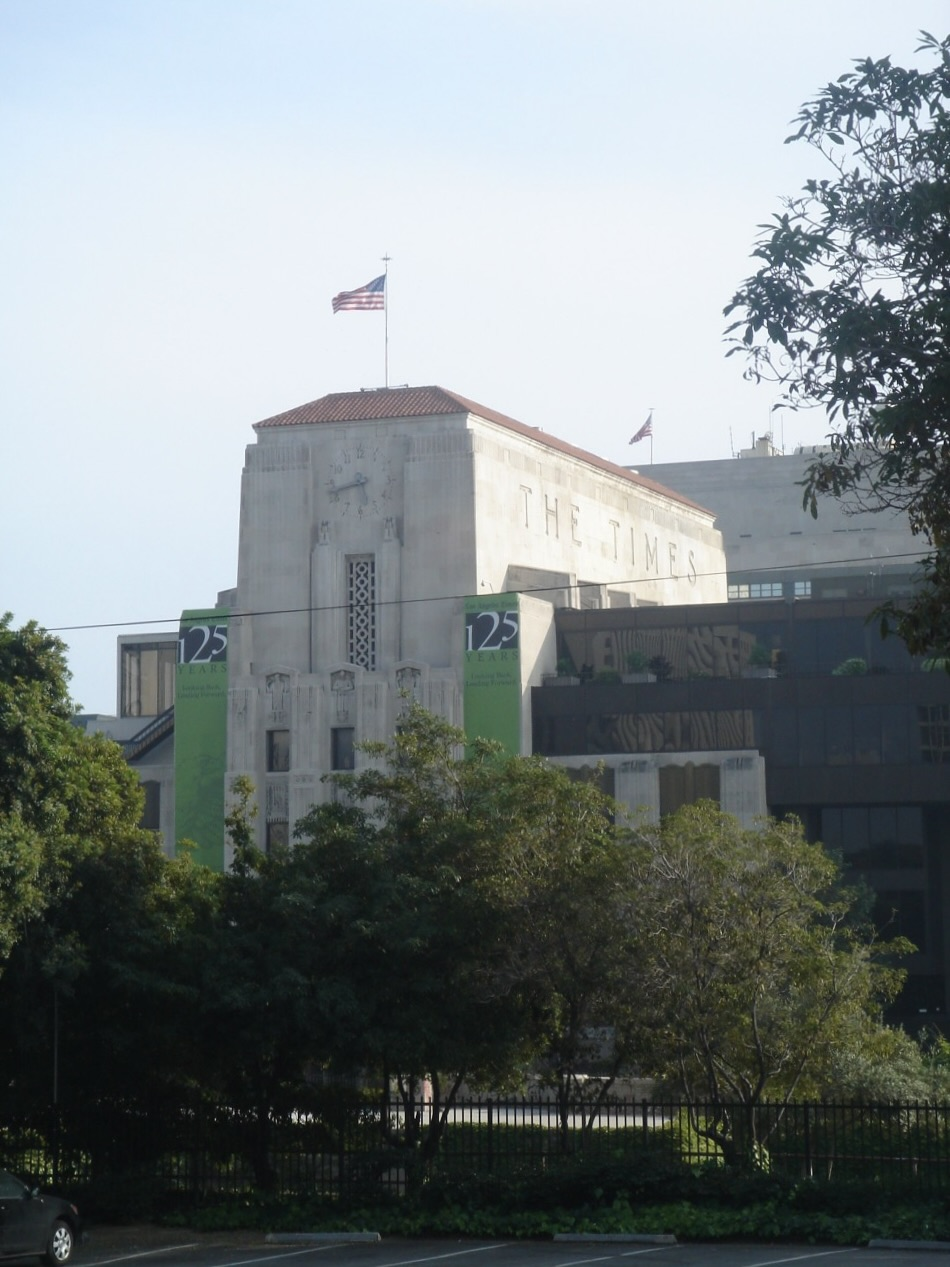
LA Times Building en mai 2006, drapé de vertes bannières en l'honneur des cent vingt-cinq années d'existence de la gazette.

Le nombre d'exemplaires vendus du Los Angeles Times tend à diminuer au milieu des années 1990. Il peine à passer à nouveau la barre du million d'exemplaires, une borne symbolique aisément dépassée dans les décennies précédentes. L'une des explications avancées à cette baisse serait une orientation liberal attribuée au journal (liberal référant à des positions social-démocrates ou progressistes dans un contexte politique nord-américain), qui lui aliénerait de nombreux lecteurs ; ou la disponibilité croissante de nouveaux média, comme Internet, la télévision par câble ou la radio. D'autres explication ont également été proposées, comme l'impact sur le journal du départ à la retraite du directeur de diffusion Bert Tiffany ; ou la conséquence indirecte de la succession rapide des éditeurs qui sont nommés pour une courte durée au cours de cette période par le directeur de publication Mark Willes, après qu'Otis Chandler ait renoncé au contrôle quotidien du journal en 1995 Willes, l'ancien président de General Mills, est critiqué pour son manque de compréhension du monde journalistique, et est surnommé avec dérision The Cereal Killer par les journalistes et éditeurs de la rédaction.

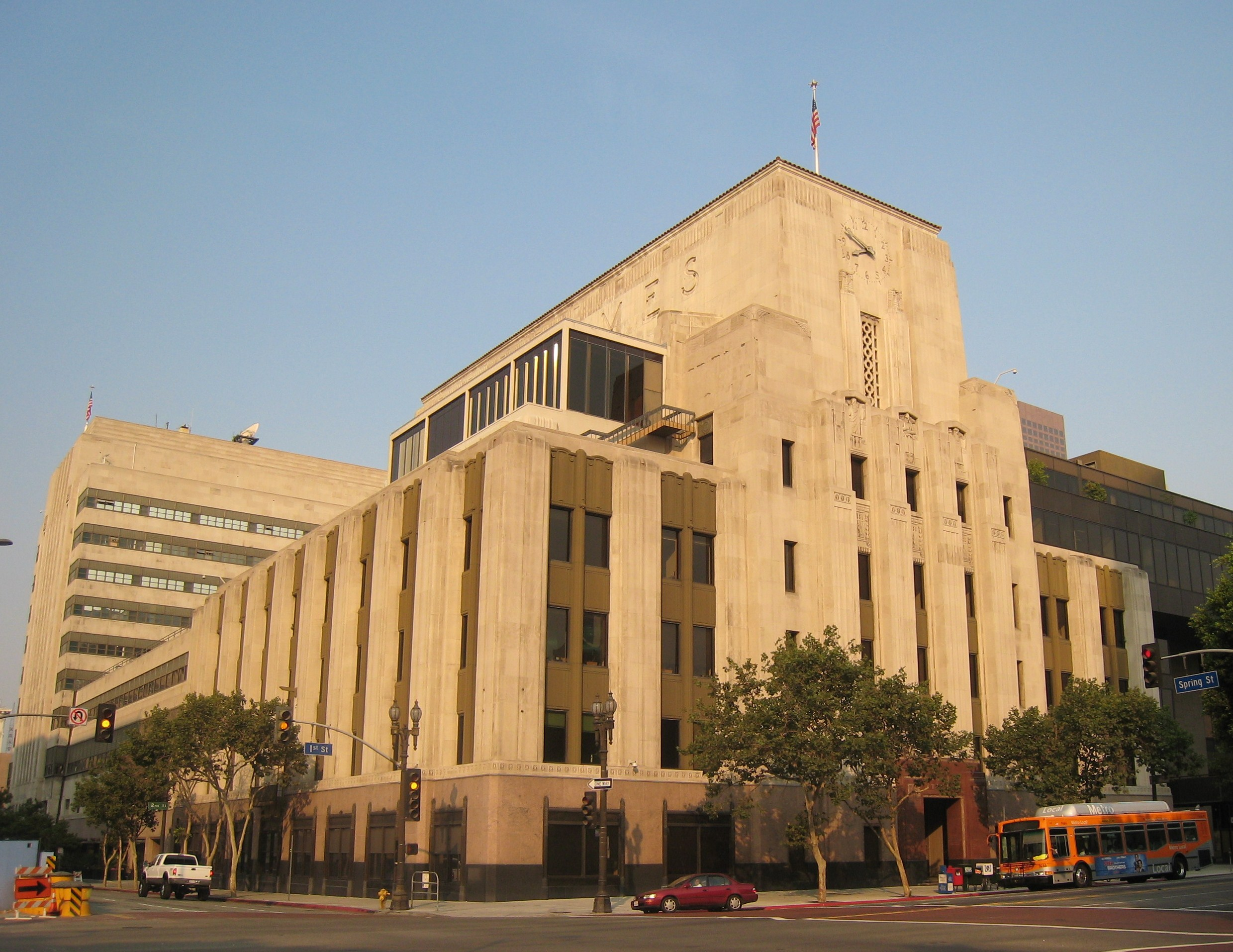
Los Angeles Times Building, vue depuis le carrefour de 1st Street et Spring Street.

D'autres facteurs ayant pu induire cette baisse de la diffusion du Los Angeles Times sont également avancés, comme l'augmentation du prix de vente des exemplaires du journal de 25 cents à 50 cents ou la forte croissance du nombre de lecteurs de la version en ligne du journal, la préférant à la version imprimée. L'éditeur Jim O'Shea, dans une note interne, annonce pour mai 2007 une réduction des effectifs, principalement volontaire, et explique la baisse de la diffusion comme un problème touchant l'ensemble de la presse, que le journal doit contrer par « une croissance rapide en ligne », en présentant les informations de dernière minute sur son site web et en expliquant et analysant dans la version papier du journal. La lauréate 2004 du prix Pulitzer, Nancy Cleeland, accepte l'offre d'O'Shea de quitter le journal, motive son départ par « la frustration résultant de la façon dont le journal couvre le sujet de la population active et l'organisation du travail » (le thème qui lui rapporte son prix Pulitzer). Elle pense alors que la baisse de revenu du journal pourrait être inversée par un élargissement de la couverture accordé aux thèmes liés à la « justice économique », sujets qu'elle estime de plus en plus pertinents dans le sud de la Californie. Elle cite la tentative du journal de recruter un journaliste spécialisé dans la « justice pour célébrités », comme un exemple de la mauvaise approche du journal.
La Times-Mirror Company est rachetée en 2000 par le groupe Tribune Media de Chicago, mettant ainsi fin à l'un des derniers cas d'un quotidien métropolitain et américain sous contrôle familial. John Carroll, un ancien rédacteur en chef du Baltimore Sun, reçoit la charge de redorer le blason du journal. Au cours de son mandat au Los Angeles Times, il élimine plus de 200 emplois, mais cela ne suffit pas à la société mère, Tribune Media. En dépit d'une hausse des bénéfices de 20 pour cent, les cadres de la Tribune Media sont insatisfaits, et John Carroll quitte le Los Angeles Times en 2005.
Le 2 avril 2007, le Tribune Media annonce qu'elle accepte l'offre d'achat d'un entrepreneur immobilier, Sam Zell. Celui-ci acquiert ainsi le Chicago Tribune, le Los Angeles Times et tous les autres actifs de la société. Sam Zell annonce qu'il va revendre le club de baseball des Cubs de Chicago. L'équipe de rédaction est inquiète  du manque d'expérience de ce nouveau patron dans la presse écrite.
Le journal est touché par la crise économique mondiale de 2008. En juillet 2008, le journal réduit sa pagination de 14 % et en octobre de la même année, il licencie 10 % de ses journalistes. Mais ces mesures ne sont pas suffisantes. En décembre 2008, la Tribune Media se place sous la protection de la loi sur les faillites. Cette faillite est le résultat d'une baisse des recettes publicitaires, due notamment à la crise économique, et d'une dette de 12,9 milliards de dollars, dont une grande partie avait été contractée lors de l'acquisition du journal par Sam Zell.

### Depuis la faillite de 2008
De nouvelles réductions de pagination et d'effectifs s'avèrent nécessaires les années suivantes, du fait de la réduction de la diffusion papier, de l'érosion du chiffre d'affaires, et des revenus publicitaires. Ainsi, en janvier 2009, le journal annonce qu'il va supprimer 300 nouveaux postes, dont 70 de journalistes. Avec ces nouvelles compressions d'effectifs, le nombre de membres de l'équipe de rédaction passe à moins de 600, contre 1 200 en début de la décennie.
En février 2016, un entrepreneur, Michael Ferro, rebaptise le groupe propriétaire du journal (et du Chicago Tribune) en « Tribune Publishing Company » (TPCO), son objectif étant d'accélérer la numérisation des rédactions. toujours en 2016, Michael Ferro résiste à des offres successives de rachat de Tronc par le groupe de presse américain Gannett (qui détient notamment USA Today). L'univers de la presse américaine est à la recherche d'économies d'échelle,,.
En novembre 2017, les studios Walt Disney blacklistent le Los Angeles Times, à la suite d'un article critique sur leur rôle dans la politique de Anaheim. Un boycott réciproque de Disney par de grands médias — dont The New York Times — ne finalement à une négociation entre les deux parties. En février 2018, la Tribune Publishing Company annonce la vente du Los Angeles Times, ainsi que du San Diego Union-Tribune à Patrick Soon-Shiong pour 500 millions de dollars,.
En janvier 2024, le journal subit sa plus grande réduction en pourcentage de ses effectifs, entraînant un licenciement de plus de 20 %, y compris des postes éditoriaux de haut niveau, dans le but d'endiguer les pertes financières et de maintenir suffisamment de liquidités pour être opérationnel jusqu'à la fin de l'année, dans une lutte pour la survie et la pertinence en tant que journal régional de statut diminué,,.

## Structure
Malgré les réductions successives, l'équipe du LA Times compte encore des personnalités telles que les chroniqueurs Steve Lopez et Patt Morrison, les critiques de musique populaire Robert Hillburn et Randy Lewis, le critique de cinéma Kenneth Turan, le chroniqueur spécialisé dans l'industrie du divertissement Patrick Goldstein et de nombreux journalistes primés. L'équipe de chroniqueurs sportifs inclut Bill Plaschke, qui est aussi un expert dans Around the Horn sur ESPN, TJ Simers, Kurt Streeter, Bill Dwyre, et Helene Elliott, la première femme chroniqueuse sportive à entrer dans le Temple de la renommée du hockey.
L'un des éléments caractéristiques les plus connus du LA Times est la colonne des nouvelles « Column One », présente sur la partie gauche de la page de couverture. Créée en septembre 1968, elle présente les informations du jour les plus étranges ou intéressantes. Dans la préface de How Far Can a Piano Fly?, une compilation des histoires présentées par la « Column One », Patt Morrison écrit que l'objectif de cette colonne est de susciter une réaction du type « Wow, ça c'est intéressant, je l'ignorais ».
Le Los Angeles Times présente également un certain nombre d'articles liés au journalisme d'investigation, recherchant et disséquant les scandales ou s'intéressant aux parties défavorisées de la société américaine. Une série d'articles en décembre 2004 sur le Martin Luther King Jr.-Harbor Hospital a abouti à un prix Pulitzer et une couverture médiatique plus poussée de l'histoire troublée de cet hôpital. Plus récemment, Lopez a écrit une série célèbre de cinq articles sur la honte citoyenne et humanitaire des quartiers malfamés de Los Angeles.